# Bundestagswahlkreis Wuppertal I
Der Wahlkreis Wuppertal I (Wahlkreis 101; bis zur Bundestagswahl 2021 Wahlkreis 102) ist ein Bundestagswahlkreis in Nordrhein-Westfalen. Er umfasst die Stadtbezirke 0 Elberfeld, 1 Elberfeld-West, 2 Uellendahl-Katernberg, 3 Vohwinkel, 5 Barmen, 6 Oberbarmen, 7 Heckinghausen und 8 Langerfeld-Beyenburg der kreisfreien Stadt Wuppertal.

## Wahlkreisgeschichte
| Wahl      | Wahlkreisname   | Gebiet                                                     |
| --------- | --------------- | ---------------------------------------------------------- |
| 1949–1961 | 75 Wuppertal I  | Stadt Wuppertal (teilw.)                                   |
| 1965–1998 | 69 Wuppertal I  | Stadt Wuppertal (teilw.)                                   |
| 2002–2009 | 103 Wuppertal I | Stadtbezirke 0, 1, 2, 3, 5, 6, 7 und 8 der Stadt Wuppertal |
| 2013–2021 | 102 Wuppertal I | Stadtbezirke 0, 1, 2, 3, 5, 6, 7 und 8 der Stadt Wuppertal |
| 2025–     | 101 Wuppertal I | Stadtbezirke 0, 1, 2, 3, 5, 6, 7 und 8 der Stadt Wuppertal |

## Wahlkreisabgeordnete
| Wahl | Abgeordneter | Abgeordneter     | Partei | Stimmen in % |
| ---- | ------------ | ---------------- | ------ | ------------ |
| 1949 |              | Carl Wirths a    | FDP    | 39,4         |
| 1953 | 50,5         | Carl Wirths a    | FDP    |              |
| 1957 |              | Otto Schmidt     | CDU    | 53,4         |
| 1961 | 39,8         | Otto Schmidt     | CDU    |              |
| 1965 |              | Hermann Herberts | SPD    | 45,3         |
| 1969 |              | Adolf Scheu      | SPD    | 50,4         |
| 1972 | 50,2         | Adolf Scheu      | SPD    |              |
| 1976 | 42,6         | Adolf Scheu      | SPD    |              |
| 1980 |              | Rudolf Dreßler   | SPD    | 45,1         |
| 1983 | 45,8         | Rudolf Dreßler   | SPD    |              |
| 1987 | 45,6         | Rudolf Dreßler   | SPD    |              |
| 1990 | 40,0         | Rudolf Dreßler   | SPD    |              |
| 1994 | 45,5         | Rudolf Dreßler   | SPD    |              |
| 1998 | 53,1         | Rudolf Dreßler   | SPD    |              |
| 2002 |              | Manfred Zöllmer  | SPD    | 49,9         |
| 2005 | 47,9         | Manfred Zöllmer  | SPD    |              |
| 2009 | 35,8         | Manfred Zöllmer  | SPD    |              |
| 2013 | 40,7         | Manfred Zöllmer  | SPD    |              |
| 2017 |              | Helge Lindh      | SPD    | 31,5         |
| 2021 | 37,3         | Helge Lindh      | SPD    |              |
| 2025 | 33,5         | Helge Lindh      | SPD    |              |

## Wahlergebnisse

### Bundestagswahl 2025
| Kandidaten                                            | Kandidaten               | Parteien/Listen     | Erststimmen | Erststimmen | Zweitstimmen | Zweitstimmen |
| Kandidaten                                            | Kandidaten               | Parteien/Listen     | Stimmen     | %           | Stimmen      | %            |
| ----------------------------------------------------- | ------------------------ | ------------------- | ----------- | ----------- | ------------ | ------------ |
|                                                       | Helge Lindhgewählt im WK | SPD                 | 50.775      | 33,5        | 30.725       | 20,2         |
|                                                       | Thomas Haldenwang        | CDU                 | 36.823      | 24,3        | 35.769       | 23,5         |
|                                                       | Anja Liebert             | GRÜNE               | 13.019      | 8,6         | 19.111       | 12,6         |
|                                                       | René Schunck             | FDP                 | 4.561       | 3,0         | 6.282        | 4,1          |
|                                                       | Frank Schnaack           | AfD                 | 27.691      | 18,3        | 27.221       | 17,9         |
|                                                       | Till Sörensen-Siebel     | Die Linke           | 13.824      | 9,1         | 18.583       | 12,2         |
|                                                       | –                        | Tierschutzpartei    | –           | –           | 1.925        | 1,3          |
|                                                       | –                        | Die PARTEI          | –           | –           | 890          | 0,6          |
|                                                       | –                        | dieBasis            | –           | –           | 354          | 0,2          |
|                                                       | –                        | Team Todenhöfer     | –           | –           | 326          | 0,2          |
|                                                       | Henrik Dahlmann          | FREIE WÄHLER        | 1.800       | 1,2         | 672          | 0,4          |
|                                                       | Samuel Niklas Scholz     | Volt                | 1.902       | 1,3         | 1.171        | 0,8          |
|                                                       | –                        | MLPD                | –           | –           | 93           | 0,1          |
|                                                       | –                        | PdF                 | –           | –           | 259          | 0,2          |
|                                                       | –                        | BÜNDNIS DEUTSCHLAND | –           | –           | 149          | 0,1          |
|                                                       | –                        | BSW                 | –           | –           | 8.242        | 5,4          |
|                                                       | –                        | MERA25              | –           | –           | 98           | 0,1          |
|                                                       | –                        | WerteUnion          | –           | –           | 91           | 0,1          |
|                                                       | Reiner Füllmich          | Einzelbewerber      | 1.043       | 0,7         | –            | –            |
| Gesamt                                                | Gesamt                   | Gesamt              | 151.438     | 100         | 151.961      | 100          |
|                                                       |                          |                     |             |             |              |              |
| Ungültige Stimmen                                     | Ungültige Stimmen        | Ungültige Stimmen   | 1.527       | 1,0         | 1.004        | 0,7          |
| Wähler                                                | Wähler                   | Wähler              | 152.965     | 77,8        | 152.965      | 77,8         |
| Wahlberechtigte                                       | Wahlberechtigte          | Wahlberechtigte     | 196.546     |             | 196.546      |              |
|                                                       |                          |                     |             |             |              |              |
| Quellen: Die Bundeswahlleiterin, Kandidaten – Stimmen |                          |                     |             |             |              |              |

### Bundestagswahl 2021
| Kandidaten                                            | Kandidaten               | Parteien/Listen      | Erststimmen | Erststimmen | Zweitstimmen | Zweitstimmen |
| Kandidaten                                            | Kandidaten               | Parteien/Listen      | Stimmen     | %           | Stimmen      | %            |
| ----------------------------------------------------- | ------------------------ | -------------------- | ----------- | ----------- | ------------ | ------------ |
|                                                       | Caroline Lünenschloss    | CDU                  | 31.960      | 22,0        | 30.527       | 21,0         |
|                                                       | Helge Lindhgewählt im WK | SPD                  | 54.065      | 37,3        | 42.421       | 29,2         |
|                                                       | Manfred Todtenhausen     | FDP                  | 13.756      | 9,5         | 15.970       | 11,0         |
|                                                       | Martin Liedtke-Bentlage  | AfD                  | 11.995      | 8,3         | 12.090       | 8,3          |
|                                                       | Anja Liebert             | GRÜNE                | 18.932      | 13,1        | 25.388       | 17,5         |
|                                                       | Till Sörensen-Siebel     | DIE LINKE            | 6.742       | 4,7         | 8.055        | 5,5          |
|                                                       | Thomas Hofmann           | Die PARTEI           | 2.665       | 1,8         | 1.674        | 1,2          |
|                                                       | –                        | Tierschutzpartei     | –           | –           | 2.159        | 1,5          |
|                                                       | –                        | PIRATEN              | –           | –           | 533          | 0,4          |
|                                                       | Henrik Dahlmann          | FREIE WÄHLER         | 1.544       | 1,1         | 964          | 0,7          |
|                                                       | –                        | NPD                  | –           | –           | 167          | 0,1          |
|                                                       | –                        | ÖDP                  | –           | –           | 97           | 0,1          |
|                                                       | –                        | V-Partei³            | –           | –           | 126          | 0,1          |
|                                                       | –                        | Gesundheitsforschung | –           | –           | 152          | 0,1          |
|                                                       | Nuran Cakmakli-Kraft     | MLPD                 | 203         | 0,1         | 122          | 0,1          |
|                                                       | –                        | Die Humanisten       | –           | –           | 123          | 0,1          |
|                                                       | –                        | DKP                  | –           | –           | 58           | 0,0          |
|                                                       | –                        | SGP                  | –           | –           | 30           | 0,0          |
|                                                       | Alexander Grefrath       | dieBasis             | 2.068       | 1,4         | 1.733        | 1,2          |
|                                                       | –                        | Bündnis C            | –           | –           | 115          | 0,1          |
|                                                       | –                        | du.                  | –           | –           | 78           | 0,1          |
|                                                       | –                        | LIEBE                | –           | –           | 167          | 0,1          |
|                                                       | –                        | LKR                  | –           | –           | 27           | 0,0          |
|                                                       | –                        | PdF                  | –           | –           | 49           | 0,0          |
|                                                       | –                        | LfK                  | –           | –           | 129          | 0,1          |
|                                                       | –                        | Team Todenhöfer      | –           | –           | 1.713        | 1,2          |
|                                                       | Lars Herbold             | Volt                 | 1.028       | 0,7         | 732          | 0,5          |
| Gesamt                                                | Gesamt                   | Gesamt               | 144.958     | 100         | 145.399      | 100          |
|                                                       |                          |                      |             |             |              |              |
| Ungültige Stimmen                                     | Ungültige Stimmen        | Ungültige Stimmen    | 1.741       | 1,2         | 1.300        | 0,9          |
| Wähler                                                | Wähler                   | Wähler               | 146.699     | 72,4        | 146.699      | 72,4         |
| Wahlberechtigte                                       | Wahlberechtigte          | Wahlberechtigte      | 202.528     |             | 202.528      |              |
|                                                       |                          |                      |             |             |              |              |
| Quellen: Die Bundeswahlleiterin, Kandidaten – Stimmen |                          |                      |             |             |              |              |

### Bundestagswahl 2017
| Kandidaten                                            | Kandidaten               | Parteien/Listen      | Erststimmen | Erststimmen | Zweitstimmen | Zweitstimmen |
| Kandidaten                                            | Kandidaten               | Parteien/Listen      | Stimmen     | %           | Stimmen      | %            |
| ----------------------------------------------------- | ------------------------ | -------------------- | ----------- | ----------- | ------------ | ------------ |
|                                                       | Rainer Spiecker          | CDU                  | 43.814      | 29,6        | 39.341       | 26,5         |
|                                                       | Helge Lindhgewählt im WK | SPD                  | 46.657      | 31,5        | 38.696       | 26,0         |
|                                                       | Sylvia Meyer             | GRÜNE                | 10.987      | 7,4         | 12.754       | 8,6          |
|                                                       | Bernhard Sander          | DIE LINKE            | 13.120      | 8,9         | 16.100       | 10,8         |
|                                                       | Manfred Todtenhausen     | FDP                  | 12.910      | 8,7         | 18.437       | 12,4         |
|                                                       | Dietmar Gedig            | AfD                  | 16.339      | 11,0        | 16.431       | 11,1         |
|                                                       | Stefan Kottas            | PIRATEN              | 1.407       | 1,0         | 839          | 0,6          |
|                                                       | –                        | NPD                  | –           | –           | 376          | 0,3          |
|                                                       | Julia Wiedow             | Die PARTEI           | 2.536       | 1,7         | 1.504        | 1,0          |
|                                                       | –                        | FREIE WÄHLER         | –           | –           | 320          | 0,2          |
|                                                       | –                        | Volksabstimmung      | –           | –           | 135          | 0,1          |
|                                                       | –                        | ÖDP                  | –           | –           | 183          | 0,1          |
|                                                       | Fritz Ullmann            | MLPD                 | 236         | 0,2         | 194          | 0,1          |
|                                                       | –                        | SGP                  | –           | –           | 12           | 0,0          |
|                                                       | –                        | AD-DEMOKRATEN        | –           | –           | 816          | 0,5          |
|                                                       | –                        | BGE                  | –           | –           | 202          | 0,1          |
|                                                       | –                        | DiB                  | –           | –           | 228          | 0,2          |
|                                                       | –                        | DKP                  | –           | –           | 46           | 0,0          |
|                                                       | –                        | DM                   | –           | –           | 252          | 0,2          |
|                                                       | –                        | Die Humanisten       | –           | –           | 151          | 0,1          |
|                                                       | –                        | Gesundheitsforschung | –           | –           | 137          | 0,1          |
|                                                       | –                        | Tierschutzpartei     | –           | –           | 1.250        | 0,8          |
|                                                       | –                        | V-Partei³            | –           | –           | 163          | 0,1          |
| Gesamt                                                | Gesamt                   | Gesamt               | 148.006     | 100         | 148.567      | 100          |
|                                                       |                          |                      |             |             |              |              |
| Ungültige Stimmen                                     | Ungültige Stimmen        | Ungültige Stimmen    | 1.944       | 1,3         | 1.383        | 0,9          |
| Wähler                                                | Wähler                   | Wähler               | 149.950     | 72,0        | 149.950      | 72,0         |
| Wahlberechtigte                                       | Wahlberechtigte          | Wahlberechtigte      | 208.129     |             | 208.129      |              |
|                                                       |                          |                      |             |             |              |              |
| Quellen: Die Bundeswahlleiterin, Kandidaten – Stimmen |                          |                      |             |             |              |              |

### Bundestagswahl 2013
| Gegenstand der Nachweisung | Gegenstand der Nachweisung | Erst- stimmen | Erst- stimmen | Zweit- stimmen | Zweit- stimmen |
| Bewerber                   | Partei                     | Anzahl        | %             | Anzahl         | %              |
| -------------------------- | -------------------------- | ------------- | ------------- | -------------- | -------------- |
| Wahlberechtigte            | Wahlberechtigte            | 213.132       | 100,0         | 213.132        | 100,0          |
| Wähler                     | Wähler                     | 145.925       | 68,5          | 145.925        | 68,5           |
| Ungültige Stimmen          | Ungültige Stimmen          | 2.520         | 1,7           | 1.987          | 1,4            |
| Gültige Stimmen            | Gültige Stimmen            | 143.405       | 100,0         | 143.938        | 100,0          |
| davon                      |                            |               |               |                |                |
| Peter Hintze               | CDU                        | 52.427        | 36,6          | 47.470         | 33,0           |
| Manfred Zöllmer            | SPD                        | 58.407        | 40,7          | 46.638         | 32,4           |
| Manfred Todtenhausen       | FDP                        | 4.314         | 3,0           | 8.198          | 5,7            |
| Hermann E. Ott             | GRÜNE                      | 10.198        | 7,1           | 14.318         | 9,9            |
| Bernhard Sander            | DIE LINKE                  | 10.992        | 7,7           | 12.499         | 8,7            |
| Franz Rudolf Büning        | PIRATEN                    | 4.264         | 3,0           | 3.561          | 2,5            |
| Michael Schnorr            | NPD                        | 2.803         | 2,0           | 1.620          | 1,1            |
|                            | REP                        | –             | –             | 390            | 0,3            |
|                            | Bündnis 21/RRP             | –             | –             | 61             | 0,0            |
|                            | Volksabstimmung            | –             | –             | 311            | 0,2            |
|                            | ÖDP                        | –             | –             | 202            | 0,1            |
|                            | MLPD                       | –             | –             | 131            | 0,1            |
|                            | BüSo                       | –             | –             | 19             | 0,0            |
|                            | PSG                        | –             | –             | 37             | 0,0            |
|                            | AfD                        | –             | –             | 5.989          | 4,2            |
|                            | BIG                        | –             | –             | 187            | 0,1            |
|                            | pro Deutschland            | –             | –             | 473            | 0,3            |
|                            | DIE RECHTE                 | –             | –             | 79             | 0,1            |
|                            | FREIE WÄHLER               | –             | –             | 440            | 0,3            |
|                            | Nichtwähler                | –             | –             | 227            | 0,2            |
|                            | PDV                        | –             | –             | 126            | 0,1            |
|                            | Die PARTEI                 | –             | –             | 962            | 0,7            |

### Bundestagswahl 2009
| Gegenstand der Nachweisung | Gegenstand der Nachweisung | Erst- stimmen | Erst- stimmen | Zweit- stimmen | Zweit- stimmen |
| Bewerber                   | Partei                     | Anzahl        | %             | Anzahl         | %              |
| -------------------------- | -------------------------- | ------------- | ------------- | -------------- | -------------- |
| Wahlberechtigte            | Wahlberechtigte            | 216.614       | 100,0         | 216.614        | 100,0          |
| Wähler                     | Wähler                     | 145.089       | 67,0          | 145.089        | 67,0           |
| Ungültige Stimmen          | Ungültige Stimmen          | 2.101         | 1,4           | 1.915          | 1,3            |
| Gültige Stimmen            | Gültige Stimmen            | 142.988       | 100,0         | 143.174        | 100,0          |
| davon                      |                            |               |               |                |                |
| Manfred Zöllmer            | SPD                        | 51.180        | 35,8          | 39.244         | 27,4           |
| Peter Hintze               | CDU                        | 49.021        | 34,3          | 40.972         | 28,6           |
| Manfred Todtenhausen       | FDP                        | 11.852        | 8,3           | 19.458         | 13,6           |
| Hermann E. Ott             | GRÜNE                      | 13.308        | 9,3           | 18.285         | 12,8           |
| Bernhard Sander            | DIE LINKE                  | 15.003        | 10,5          | 16.743         | 11,7           |
| Michael Schnorr            | NPD                        | 2.337         | 1,6           | 1.537          | 1,1            |
|                            | Die Tierschutzpartei       | –             | –             | 1.009          | 0,7            |
|                            | FAMILIE                    | –             | –             | 629            | 0,4            |
|                            | REP                        | –             | –             | 1.098          | 0,8            |
|                            | Volksabstimmung            | –             | –             | 169            | 0,1            |
| Helmut Böhmler             | MLPD                       | 287           | 0,2           | 114            | 0,1            |
|                            | PSG                        | –             | –             | 27             | 0,0            |
|                            | ZENTRUM                    | –             | –             | 56             | 0,0            |
|                            | BüSo                       | –             | –             | 25             | 0,0            |
|                            | DVU                        | –             | –             | 78             | 0,1            |
|                            | ödp                        | –             | –             | 128            | 0,1            |
|                            | PIRATEN                    | –             | –             | 2.880          | 2,0            |
|                            | RRP                        | –             | –             | 189            | 0,1            |
|                            | RENTNER                    | –             | –             | 533            | 0,4            |

### Bundestagswahl 2005
| Gegenstand der Nachweisung | Gegenstand der Nachweisung | Erst- stimmen | Erst- stimmen | Zweit- stimmen | Zweit- stimmen |
| Bewerber                   | Partei                     | Anzahl        | %             | Anzahl         | %              |
| -------------------------- | -------------------------- | ------------- | ------------- | -------------- | -------------- |
| Wahlberechtigte            | Wahlberechtigte            | 220.640       | 100,0         | 220.640        | 100,0          |
| Wähler                     | Wähler                     | 166.375       | 75,4          | 166.375        | 75,4           |
| Ungültige Stimmen          | Ungültige Stimmen          | 2.526         | 1,5           | 2.299          | 1,4            |
| Gültige Stimmen            | Gültige Stimmen            | 163.849       | 100,0         | 164.076        | 100,0          |
| davon                      |                            |               |               |                |                |
| Manfred Zöllmer            | SPD                        | 78.426        | 47,9          | 66.241         | 40,4           |
| Peter Hintze               | CDU                        | 58.192        | 35,5          | 47.248         | 28,8           |
| Peter Lutz Engelmann       | FDP                        | 7.008         | 4,3           | 17.473         | 10,6           |
| Sebastian Sewerin          | GRÜNE                      | 7.720         | 4,7           | 15.229         | 9,3            |
| Gerd-Peter Zielezinski     | Die Linke.                 | 9.454         | 5,8           | 11.629         | 7,1            |
|                            | REP                        | –             | –             | 1.186          | 0,7            |
|                            | Die Tierschutzpartei       | –             | –             | 943            | 0,6            |
| Sascha Guderian            | NPD                        | 2.106         | 1,3           | 1.542          | 0,9            |
|                            | FAMILIE                    | –             | –             | 719            | 0,4            |
|                            | GRAUE                      | –             | –             | 1.095          | 0,7            |
|                            | PBC                        | –             | –             | 290            | 0,2            |
|                            | ZENTRUM                    | –             | –             | 47             | 0,0            |
|                            | BüSo                       | –             | –             | 50             | 0,0            |
|                            | Deutschland                | –             | –             | 184            | 0,1            |
|                            | MLPD                       | –             | –             | 114            | 0,1            |
|                            | PSG                        | –             | –             | 86             | 0,1            |
| Uwe Becker                 | Die PARTEI                 | 943           | 0,6           | –              | –              |

### Bundestagswahl 2002
| Gegenstand der Nachweisung        | Gegenstand der Nachweisung | Erst- stimmen | Erst- stimmen | Zweit- stimmen | Zweit- stimmen |
| Bewerber                          | Partei                     | Anzahl        | %             | Anzahl         | %              |
| --------------------------------- | -------------------------- | ------------- | ------------- | -------------- | -------------- |
| Wahlberechtigte                   | Wahlberechtigte            | 223.764       | 100,0         | 223.764        | 100,0          |
| Wähler                            | Wähler                     | 172.608       | 77,1          | 172.608        | 77,1           |
| Ungültige Stimmen                 | Ungültige Stimmen          | 2.146         | 1,2           | 2.070          | 1,2            |
| Gültige Stimmen                   | Gültige Stimmen            | 170.462       | 100,0         | 170.538        | 100,0          |
| davon                             |                            |               |               |                |                |
| Manfred Zöllmer                   | SPD                        | 85.106        | 49,9          | 72.924         | 42,8           |
| Peter Hintze                      | CDU                        | 57.267        | 33,6          | 51.256         | 30,1           |
| Annegret Maria Piwinger-Rosendahl | FDP                        | 12.252        | 7,2           | 17.996         | 10,6           |
| Michael Hohagen                   | GRÜNE                      | 10.117        | 5,9           | 19.521         | 11,4           |
| Hans Joachim Vogler               | PDS                        | 3.078         | 1,8           | 3.480          | 2,0            |
|                                   | REP                        | –             | –             | 1.146          | 0,7            |
| Dietrich-Ekkehardt Bohns          | GRAUE                      | 1.063         | 0,6           | 621            | 0,4            |
|                                   | Die Tierschutzpartei       | –             | –             | 780            | 0,5            |
|                                   | FAMILIE                    | –             | –             | 396            | 0,2            |
|                                   | NPD                        | –             | –             | 565            | 0,3            |
| Hans-Martin Radoch                | PBC                        | 536           | 0,3           | 422            | 0,2            |
|                                   | ödp                        | –             | –             | 58             | 0,0            |
|                                   | CM                         | –             | –             | 51             | 0,0            |
|                                   | DIE FRAUEN                 | –             | –             | 172            | 0,1            |
|                                   | BüSo                       | –             | –             | 33             | 0,0            |
|                                   | Die Violetten              | –             | –             | 58             | 0,0            |
|                                   | ZENTRUM                    | –             | –             | 56             | 0,0            |
|                                   | HP                         | –             | –             | 23             | 0,0            |
| Thomas Robert Rudi Schumann       | Schill                     | 1.043         | 0,6           | 980            | 0,6            |

### Bundestagswahl 1998
| Gegenstand der Nachweisung | Gegenstand der Nachweisung | Erst- stimmen | Erst- stimmen | Zweit- stimmen | Zweit- stimmen |
| Bewerber                   | Partei                     | Anzahl        | %             | Anzahl         | %              |
| -------------------------- | -------------------------- | ------------- | ------------- | -------------- | -------------- |
| Wahlberechtigte            | Wahlberechtigte            | 137.633       | 100,0         | 137.633        | 100,0          |
| Wähler                     | Wähler                     | 114.310       | 83,1          | 114.310        | 83,1           |
| Ungültige Stimmen          | Ungültige Stimmen          | 1.328         | 1,2           | 1.091          | 1,0            |
| Gültige Stimmen            | Gültige Stimmen            | 112.982       | 100,0         | 113.219        | 100,0          |
| davon                      |                            |               |               |                |                |
| Rudolf Dreßler             | SPD                        | 59.999        | 53,1          | 51.892         | 45,8           |
| Peter Hintze               | CDU                        | 38.162        | 33,8          | 33.268         | 29,4           |
| Rolf Jürgen Köster         | F.D.P.                     | 4.518         | 4,0           | 10.212         | 9,0            |
| Filiz Karsligil            | GRÜNE                      | 6.054         | 5,4           | 10.470         | 9,2            |
| Thorsten Schlitt           | PDS                        | 1.468         | 1,3           | 2.041          | 1,8            |
|                            | Deutschland                | –             | –             | 66             | 0,1            |
|                            | APPD                       | –             | –             | 104            | 0,1            |
|                            | BüSo                       | –             | –             | 23             | 0,0            |
|                            | BFB – Die Offensive        | –             | –             | 83             | 0,1            |
|                            | Chance 2000                | –             | –             | 114            | 0,1            |
|                            | CM                         | –             | –             | 55             | 0,0            |
|                            | DVU                        | –             | –             | 1.353          | 1,2            |
| Christa Aulenbacher        | GRAUE                      | 458           | 0,4           | 286            | 0,3            |
| Anneliese Klapp            | REP                        | 1.858         | 1,6           | 1.465          | 1,3            |
|                            | FAMILIE                    | –             | –             | 224            | 0,2            |
|                            | DIE FRAUEN                 | –             | –             | 68             | 0,1            |
|                            | Pro DM                     | –             | –             | 640            | 0,6            |
|                            | MLPD                       | –             | –             | 30             | 0,0            |
|                            | Tierschutz                 | –             | –             | 341            | 0,3            |
|                            | NPD                        | –             | –             | 154            | 0,1            |
|                            | NATURGESETZ                | –             | –             | 42             | 0,0            |
|                            | ödp                        | –             | –             | 40             | 0,0            |
|                            | PBC                        | –             | –             | 161            | 0,1            |
|                            | Nichtwähler                | –             | –             | 79             | 0,1            |
|                            | PSG                        | –             | –             | 8              | 0,0            |
| Tassilo Dicke              | Einzelbewerber             | 292           | 0,3           | –              | –              |
| Marcel Klett               | Einzelbewerber             | 173           | 0,2           | –              | –              |

### Bundestagswahl 1994
| Gegenstand der Nachweisung       | Gegenstand der Nachweisung | Erst- stimmen | Erst- stimmen | Zweit- stimmen | Zweit- stimmen |
| Bewerber                         | Partei                     | Anzahl        | %             | Anzahl         | %              |
| -------------------------------- | -------------------------- | ------------- | ------------- | -------------- | -------------- |
| Wahlberechtigte                  | Wahlberechtigte            | 143.945       | 100,0         | 143.945        | 100,0          |
| Wähler                           | Wähler                     | 116.030       | 80,6          | 116.030        | 80,6           |
| Ungültige Stimmen                | Ungültige Stimmen          | 1.784         | 1,5           | 1.900          | 1,6            |
| Gültige Stimmen                  | Gültige Stimmen            | 114.246       | 100,0         | 114.130        | 100,0          |
| davon                            |                            |               |               |                |                |
| Rudolf Dreßler                   | SPD                        | 51.986        | 45,5          | 47.423         | 41,6           |
| Peter Paul Wolfgang Hintze       | CDU                        | 42.122        | 36,9          | 38.932         | 34,1           |
| Hans-Dietrich Genscher           | F.D.P.                     | 7.530         | 6,6           | 10.948         | 9,6            |
| Horst Merten                     | GRÜNE                      | 7.826         | 6,9           | 11.054         | 9,7            |
| Anneliese Klapp                  | REP                        | 1.698         | 1,5           | 1.803          | 1,6            |
| Paul Richard Hans Joachim Vogler | PDS                        | 1.208         | 1,1           | 1.847          | 1,6            |
|                                  | Solidarität                | –             | –             | 10             | 0,0            |
|                                  | BSA                        | –             | –             | 12             | 0,0            |
|                                  | CM                         | –             | –             | 59             | 0,1            |
|                                  | ZENTRUM                    | –             | –             | 33             | 0,0            |
| Trude Unruh                      | DIE GRAUEN                 | 1.130         | 1,0           | 910            | 0,8            |
|                                  | NATURGESETZ                | –             | –             | 93             | 0,1            |
| Hermann Josef Eicker             | MLPD                       | 44            | 0,0           | 26             | 0,0            |
|                                  | Die Tierschutzpartei       | –             | –             | 328            | 0,3            |
|                                  | ÖDP                        | –             | –             | 84             | 0,1            |
|                                  | PBC                        | –             | –             | 186            | 0,2            |
| Gerhard Kehbel                   | STATT Partei               | 455           | 0,4           | 382            | 0,3            |
| Carlos Francisco Dürschmidt      | Einzelbewerber             | 247           | 0,2           | –              | –              |

### Bundestagswahl 1990
| Gegenstand der Nachweisung | Gegenstand der Nachweisung | Erst- stimmen | Erst- stimmen | Zweit- stimmen | Zweit- stimmen |
| Bewerber                   | Partei                     | Anzahl        | %             | Anzahl         | %              |
| -------------------------- | -------------------------- | ------------- | ------------- | -------------- | -------------- |
| Wahlberechtigte            | Wahlberechtigte            | 147.612       | 100,0         | 147.612        | 100,0          |
| Wähler                     | Wähler                     | 114.209       | 77,4          | 114.209        | 77,4           |
| Ungültige Stimmen          | Ungültige Stimmen          | 941           | 0,8           | 899            | 0,8            |
| Gültige Stimmen            | Gültige Stimmen            | 113.268       | 100,0         | 113.310        | 100,0          |
| davon                      |                            |               |               |                |                |
| Rudolf Dreßler             | SPD                        | 45.288        | 40,0          | 45.640         | 40,3           |
| Peter Paul Wolfgang Hintze | CDU                        | 36.027        | 31,8          | 39.081         | 34,5           |
| Hans-Dietrich Genscher     | F.D.P.                     | 21.747        | 19,2          | 17.854         | 15,8           |
| Reinhard Kaiser            | GRÜNE                      | 6.461         | 5,7           | 6.165          | 5,4            |
|                            | CM                         | –             | –             | 91             | 0,1            |
| Manfred Kneisel            | DIE GRAUEN                 | 1.323         | 1,2           | 1.219          | 1,1            |
| Konrad Pollakowski         | REP                        | 1.881         | 1,7           | 1.918          | 1,7            |
|                            | FRAUEN                     | –             | –             | 129            | 0,1            |
| Karl-Heinz Dreier          | NPD                        | 298           | 0,3           | 273            | 0,2            |
| Jörg Sameisky              | ÖDP                        | 243           | 0,2           | 225            | 0,2            |
|                            | PDS                        | –             | –             | 693            | 0,6            |
|                            | Patrioten                  | –             | –             | 10             | 0,0            |
|                            | VAA                        | –             | –             | 12             | 0,0            |

### Bundestagswahl 1987
| Gegenstand der Nachweisung | Gegenstand der Nachweisung | Erst- stimmen | Erst- stimmen | Zweit- stimmen | Zweit- stimmen |
| Bewerber                   | Partei                     | Anzahl        | %             | Anzahl         | %              |
| -------------------------- | -------------------------- | ------------- | ------------- | -------------- | -------------- |
| Wahlberechtigte            | Wahlberechtigte            | 146.537       | 100,0         | 146.537        | 100,0          |
| Wähler                     | Wähler                     | 123.975       | 84,6          | 123.975        | 84,6           |
| Ungültige Stimmen          | Ungültige Stimmen          | 850           | 0,7           | 672            | 0,5            |
| Gültige Stimmen            | Gültige Stimmen            | 123.125       | 100,0         | 123.303        | 100,0          |
| davon                      |                            |               |               |                |                |
| Claus Walter Vogt          | CDU                        | 46.648        | 37,9          | 43.381         | 35,2           |
| Rudolf Dreßler             | SPD                        | 56.126        | 45,6          | 54.231         | 44,0           |
| Hans-Dietrich Genscher     | F.D.P.                     | 10.593        | 8,6           | 14.102         | 11,4           |
| Reinhard Kaiser            | GRÜNE                      | 8.350         | 6,8           | 10.607         | 8,6            |
|                            | ZENTRUM                    | –             | –             | 51             | 0,0            |
|                            | Mündige Bürger             | –             | –             | 83             | 0,1            |
|                            | FRAUEN                     | –             | –             | 117            | 0,1            |
|                            | MLPD                       | –             | –             | 29             | 0,0            |
| Wilhelm May                | NPD                        | 505           | 0,4           | 527            | 0,4            |
|                            | ÖDP                        | –             | –             | 131            | 0,1            |
| Stephan Marienfeld         | Patrioten                  | 60            | 0,0           | 44             | 0,0            |
| Jürgen Bernd Runge         | FRIEDEN                    | 843           | 0,7           | –              | –              |